# 佐田登志夫
佐田 登志夫（さた としお、1926年1月8日 - 2010年4月13日）は、日本の生産工学者。1996年「コンピューターモデルによる設計生産の総合化」（共同研究）で日本学士院賞を受賞。東京都出身。
父は内務省復興局勤務中に聖橋の橋梁設計に関わった土木設計者の佐田昌夫。息子は日本機械学会会長佐田豊

## 業績
専門は生産加工学。機械磨耗、切削加工、研削加工、工作機械、フレキシブル生産システムなど広い分野で独創的な研究を行う。また、その成果は工作機械メーカや自動車メーカに導入され、生産設備の高精度化と自動化に直接結びつき、さらにコンピュータメーカと機械メーカからなる統合化設計生産システムのコンソーシアムを組織するなど、日本のものづくりをリードする。これらは、1970年代、80年代の第1次、2次フレキシブル生産システムブームを引き起こし、日本の生産技術を世界トップに引き上げる原動力となった。
主な研究には、基礎研究として、機械磨耗のなじみ現象、切削におけるせん断力と加工誤差、研削における砥粒脱落機構、工作機械の熱変形誤差などの解明があり、それらの応用として、工作機械の適応制御、故障の自動検出、製造ラインの無人運転などの実用化がある。さらに、穂坂衛東大名誉教授らが開発した3次元幾何モデルを生産に応用し、設計データ により工作機械・ロボット・3次元測定機の制御命令を生成し、加工・組み立て・検査をすべて自動化した統合化設計生産システムを試作した。
東大在任 21年間の研究室からは、大学教授約30人、企業の設計・生産技術者約90人を輩出するなど、教育面では多数の技術者や研究者を育成。毎年7月に自宅で行われた「七夕会」には、100人近い現役研究生、卒業生とその家族が集まった。
工学博士・穗坂衛及び工学博士・佐田登志夫の「コンピュータモデルによる設計生産の総合化」（共同研究）に対する授賞審査要旨より
「佐田氏は1965年よりコンピュータによる生産プロセスの制御の研究を始め、加工プロセスの最適条件に関する情報モデルを利用し、作業の安定と経済性を確保していく制御方式を提案した。これは後にフレキシブル生産システムの夜間無人運転の初の成功へと発展し、また有限要素モデルによる工作機械構造の荷重、振動、熱による挙動のコンピュータ解析の研究を行っていた。
　1972年に佐田氏は穗坂氏のコンピュータによる立体生成と処理の研究を知り、その利用により設計と生産の総合化ができると考え共同研究を申しだし、穗坂氏は製造面における重要性を学び、ここに両氏の具体的な研究協力が始まった。そして設計から生産準備までを一貫して支援できるように、GEOMAPの内部モデルの中に形状情報のみならず、技術属性情報を付加した。その結果、設計によって生成した製品のモデルデータを用いて、数値制御工作機械による加工、三次元測定機による形状測定、ロボットによる組み付け作業等における制御指令をコンピュータにより自動生成できることを示した。この成果を1982年のPROLAMAT(Programming Language for Machine Tools)会議で発表し、設計と生産の総合化を初めて具体化したシステムとして大きな衝撃を与え、それ以降の総合化CAD/CAMとしてのGEOMAPシステムを発展させ、それによって参加研究者、企業はその研究成果を享受することになった。
　人の感性に訴える形状の設計を工学的に実現させるための自由曲面の形状制御と評価の理論の未確立のため、自由曲面形状をもつ工業製品の完全な設計生産総合化は考えられなかった。穗坂氏は1965年からCAD研究の一環として自由曲面表現式の研究を行っていたが、1975年に至り形状制御点に作用するシフト演算子を考え、Bezierの曲線表現式の単純化と、接続条件の明確化に成功した。これを発展させ各種の式を統一し単純な表現式に帰着させ、自由曲面の接続、合成の定式化だけでなく、形状評価や自由曲面の干渉計算問題も解決した。そのため設計対象の情報モデル構築が可能になり、我が国の先端的自動車工業における設計生産総合化の基盤となった。穗坂氏は開発した一連の理論を体系化し、英文の著書として1992年にSpringer社より出版した。
　佐田氏もその後、コンピュータによる設計生産の統合化の研究をさら推し進め、数学的形状理論と現実世界を対応させた「誤差を含んだ形状表現処理」の研究、実体情報モデルデータを用いた切削、研削のシミュレーションの研究、音による加工モニタリングの研究、情報モデルを用いる異常検出と診断、異常からの回復を行う生産プロセスのインテリジェント制御の研究へと発展させた。さらにこれらをまとめてコンピュータ内の製品情報モデルを用い、その設計と生産準備とその評価を前もってコンピュータで行う仮想生産の概念をはじめて提起した。
　これを要するに穗坂衛、佐田登志夫両氏は協力して世界で初めてコンピュータ内の実体情報モデルの構築とその利用を明確に意識して具体化させ、コンピュータによる設計と生産活動の総合化の実現、高度な自由曲面理論の完成、加工プロセスのインテリジェント制御の実施、仮想生産概念の提案など、画期的な提案と研究を行い、今日の統合化CAD/CAMの新分野開拓の潮流を創出した。成果の公開は多数の個別の論文と二篇の著書及び四篇の共同研究の論文、二度の文部省科研費による総合研究の報告書、及びこの30年にわたる両者の研究の成果をまとめた共著「統合化CAD/CAM」（和文はオーム社発行、英文はOxford University Press）から発刊予定）がある。これらの研究成果は学術価値が高いだけでなく実社会において有効に利用され、日本の主要な機械製造工業がその製品の開発期間の短縮、その品質と生産効率において世界最高の地位を占めるに至ったことに大きく貢献している。」
　

## 略歴
- 1948年：東京大学第二工学部精密工学科卒業、理化学研究所入所
- 1961年：マサチューセッツ工科大学研究員
- 1962年：カーネギー工科大学上級研究員（理化学研究所休職）
- 1963年：理化学研究所復職
- 1965年：東京大学工学部教授
- 1986年：東京大学工学部定年退職
- 1986年：電気通信大学教授（4月〜5月）
- 1986年：東京大学名誉教授
- 1986年：理化学研究所理事（5月〜）
- 1990年：富山県立大学客員教授
- 1990年：理化学研究所副理事長
- 1993年：豊田工業大学客員教授
- 1994年：豊田工業大学副学長、教授
- 1996年：株式会社コンポン研究所代表取締役所長
- 2001年：株式会社コンポン研究所名誉所長
- 2002年：豊田工業大学顧問
- 2010年：肺炎による慢性呼吸器不全のため死去。

## 主な受賞歴
- 1984年：Society of Manufacturing Engineers ゴールドメダル
- 1988年：井上春成賞
- 1990年：紫綬褒章
- 1991年：シュレーディンガー賞 (Georg-Schlesinger-Preis)
- 1996年：日本学士院賞（共同研究）
- 2000年：勲三等旭日中綬章[1]
- 2001年：精密工学会国際賞
- 2010年：従四位

## 学会活動
- 1984年〜1985年：CIRP (The International Academy for Production Engineering) 会長（ほか理事4年、副会長1年）
- 1986年〜1987年：精密工学会会長
- 1986年〜1989年：型技術協会会長

## 著書
- 『高能率研削』佐田登志夫ほか著 大河出版 1974年 (機械工学全書)
- 『ロボット・生産工学』三浦宏文と共著 日本学術振興会 1990年
- 『統合化CAD/CAMシステム』穂坂衛と共著 オーム社 1994年

### 編著
- 『生産システム』 日刊工業新聞社 1972年 (システム工学講座 ; 第5)
- 『CIMの設計と構築』 オーム社 1992年

### 訳書
- 『自動組立工学』G.ブースロイド,A.H.レッドフォード 著 ; 佐田登志夫ほか訳 培風館 1970年
- 『機械故障診断』R.A.コラコット著 日本プラントエンジニア協会 1980年